# Cp (Unix)
cp е команда за копиране в Unix/Linux операционните системи.
Например файлът test се намира в директорията /home/User. След изпълнението на cp /home/User/test /home/User/Download/novtest файлът ще се копира в директорията /home/User/Download и ще се преименува на novtest.
Ако не бъде дадено име на копието, то запазва името на оригинала.
Двете основни спецификации са POSIX cp и GNU cp. GNU cp има много допълнителни опции спрямо POSIX версията.